# اتحادية

خريطة تبين الفدراليات الرسمية حاليا

الفدرالية أو الاتحادية، هي شكل من أشكال الحكم تكون السلطات فيه مقسمة دستوريا بين حكومة مركزية أو حكومة فدرالية، ووحدات حكومية أصغر (الأقاليم، الولايات)، ويكون كلا المستويين المذكورين من الحكومة معتمد أحدهما على الآخر وتتقاسمان السيادة في الدولة. أما ما يخص الأقاليم والولايات فهي تعدّ وحدات دستورية لكل منها نظامها الأساسي الذي يحدد سلطاتها التشريعية والتنفيذية والقضائية ويكون وضع الحكم الذاتي للأقاليم، أو الجهات أو الولايات منصوصاً عليه في دستور الدولة بحيث لا يمكن تغييره بقرار أحادي من الحكومة المركزية.
الحكم الفدرالي واسع الانتشار عالمياً، وثمانية من بين أكبر دول العالم مساحة تحكم بشكل فدرالي. وأقرب الدول لتطبيق هذا النظام الفدرالي على المستوى العربي هي جمهورية العراق والإمارات العربية المتحدة أما على المستوى العالمي فهي دولة الولايات المتحدة الأمريكية.

## خصائص الاتحادية
كان لكتابات اثنين من المراقبين السياسيين الإنجليزيين (ألبرت دايسي وجيمس برايس) تأثير كبير على بدايات نظرية الفدرالية. لقد حدد دايسي شرطين لتشكل الدولة الفدرالية. أولهما هو وجود عدَة دول "وثيقة الارتباط ببعضها محلياً وتاريخياً وعرقياً أو ما شابه يجعلها قادرة على أن تحمل في نظر سكانها هوية وطنية مشتركة. والشرط الثاني هو "الرغبة الوطنية في الوحدة الوطنية والتصميم على المحافظة على استقلال كل دولة في الاتحاد".
من الملامح الأساسية للفدرالية توزيع السلطات. يطلعنا البروفيسور ك.س. وير في عمل كلاسيكي حول موضوع الحكومة الفدرالية: «هل يجسد نظام الحكم تقسيما كبيراً في السلطات بين المركز والأقاليم وتنسق كل واحدة من تلك الحكومات في إطار صلاحياتها مع الأخرى وتعتمد عليها؟». النتيجة الرئيسية لتقسيم السلطات تتمثل في عدم قدرة أي من الحكومتين (المركز- الأقاليم) على ممارسة نفس القدر من السلطة التي كانت ستمارسها في ظل دولة موحدة غير فدرالية.
الدستور في النظام الفدرالي هو السلطة العليا التي تستقي منها الدولة سلطاتها. ومن الضروري وجود قضاء مستقل لإبطال أي قانون لا يتماشى مع الدستور. والشرعية هي التي تعيق الفدرالية. إذ ينبغي أن يكون الدستور «صارماً» وغير «فَضْفاضّ» (Inexpensive). ويجب أن تكون القوانين الواردة في الدستور المذكور غير قابلة للتغيير إلا من قبل سلطة أعلى أو هيئات تشريعية. وغالباً ما تؤدي صعوبة تغيير الدستور إلى نشوء مشاعر محافظة.
ويمكن النظر إلى الفدرالية باعتباره نقيضاً لنظام آخر هو الدولة الأحادية. حكومة ألمانيا بولاياتها اللاندر الستة عشر مثال للفدرالية، بينما جارتها النمسا وولاياتها البندسلاندر كانت دولة أحادية بتقسيمات إدارية تحولت إلى فدرالية في حين كانت فرنسا وظلت دائماً دولة أحادية.

## نماذج من الدول الفدرالية
| فدرالية                   | وحدات فدرالية                     | وحدات فدرالية رئيسية                                                                                | وحدات فدرالية أصغر                  |
| ------------------------- | --------------------------------- | --------------------------------------------------------------------------------------------------- | ----------------------------------- |
| الأرجنتين                 | أقاليم الأرجنتين                  | 23 إقليم                                                                                            | 1 منطقة فدرالية                     |
| أستراليا                  | ولايات وأراضي أستراليا            | 6 ولايات                                                                                            |                                     |
| النمسا                    | ولايات النمسا                     | 9 لاندر أوبوندسلاندر                                                                                |                                     |
| بلجيكا                    | منطقتان لغويتان                   | |                                     |
| البوسنة والهرسك           |                                   | 2 وحدات (واحدة منها فدرالية بنفسها تتكون من 10 كانتونات                                             | 1 منطقة                             |
| البرازيل                  | ولايات البرازيل                   | 26 ولاية                                                                                            | 1 منطقة فدرالية و5،561 بلدية        |
| كندا                      | مقاطعات وأقاليم كندا              | 10 أقاليم                                                                                           | 3 أراض                              |
| جزر القمر                 |                                   | 3 جزر                                                                                               |                                     |
| إثيوبيا                   | أقاليم إثيوبيا                    | 9 أقاليم                                                                                            | 2 مدينتان فدراليتان                 |
| ألمانيا                   | ولايات ألمانيا                    | 16 لاندر أو بوندسلاندر                                                                              |                                     |
| الهند                     | ولايات وأراضي الهند               | 28 ولاية                                                                                            | 7 مناطق اتحادية بينها منطقة العاصمة |
| العراق                    | 15 محافظة وإقليم فدرالي           | 15 محافظة وإقليم فدرالي واحد وهو إقليم كردستان                                                      |                                     |
| ماليزيا                   | ولايات ماليزيا                    | 13 ولاية                                                                                            | 3 أراض فدرالية                      |
| المكسيك                   | ولايات المكسيك                    | 31 ولاية                                                                                            | 1 منطقة فدرالية                     |
| ولايات ميكرونيسيا المتحدة |                                   | 4 ولايات                                                                                            |                                     |
| نيجيريا                   | ولايات نيجيريا                    | 36 ولاية                                                                                            | 1 منطقة                             |
| باكستان                   | أقاليم وأراضي باكستان             | 4 أقاليم                                                                                            | 4 أراض فدرالية ضمنها منطقة العاصمة  |
| روسيا                     | أراضي روسيا الفدرالية             | 21 جمهوريات، 46 أوبلاست، 9 كرايس، 1 ذاتية الحكم أوبلاست، 4 بحكم ذاتي أكروغس، 2 مدن على مستوى فدرالي |                                     |
| سانت كيتس ونيفيس          | جزر سانت كيتس ونيفيس              | 2 جزيرتان/14 باريش                                                                                  |                                     |
| السودان                   | ولايات السودان                    | 18 ولاية                                                                                            |                                     |
| سويسرا                    | كانتونات سويسرا                   | 26 كانتون                                                                                           |                                     |
| الإمارات العربية المتحدة  | إمارات الإمارات العربية المتحدة   | 7 إمارات                                                                                            |                                     |
| الولايات المتحدة          | ولايات الولايات المتحدة الأميركية | 50 ولاية                                                                                            | 1 منطقة فدرالية؛ 14 أراض فدرالية    |
| فنزويلا                   | ولايات فنزويلا                    | 23 ولاية                                                                                            | 1 منطقة فدرالية، 1 تبعية فدرالية    |
| الصومال                   | دول فدرالية                       | 6 ولايات                                                                                            | 1 منطقة فدرالية                     |

## فدراليات بحكم الواقع
التمييز بين الدولة الفدرالية والدولة الأحادية ليس بالأمر البسيط. فالدولة الأحادية قد تشبه الفدرالية في البنية الإدارية، ورغم أن الحكومة المركزية قد تملك الحق نظرياً في سحب الحكم الذاتي عن إقليم يتمتع به، فإن الأمر قد يكون شديد الصعوبة سياسياً. بل إن بعض الجهات المتمتعة بالحكم الذاتي في دول أحادية كثيراً ما تتوفر على صلاحيات أوسع من ما توفره بعض الفدراليات. ولهذه الأسباب، يجادل البعض بأن بعض الدول الأحادية المعاصرة هي فدراليات بحكم الواقع.

### إسبانيا

تقترح إسبانيا كدولة فدرالية بحكم الواقع رغم أن قوانينها التأسيسية لا تنص على ذلك، باعتبار كونها تمنح أقاليمها ذاتية الحكم الصلاحيات ذاتها التي تتوفر عليها الأجزاء المكونة للفدراليات. واحتمال أن يسحب البرلمان الإسباني الحكم الذاتي عن أقاليم مثل غاليثيا، كاتالونيا أو إقليم الباسك أمر شبه مستحيل سياسياً، مع أنه لا شيء يمنع منه قانونياً. إضافة إلى ذلك فإن جهات مثل نافارا وإقليم الباسك تتمتع بصلاحيات كاملة على الضرائب والإنفاق، وتحول جزء صغيراً منها إلى الحكومة المركزية مقابل الخدمات العمومية (الجيش، العلاقات الخارجية، والسياسات الماكرو اقتصادية). ويشير فقيه قانوني إلى "الطبيعة الفدرالية للحكومة الإسبانية (كاتجاه لا يمكن لأي كان إنكاره).
لكن بعد استفتاء إقليم كتالونيا في خريف 2017 قامت إسبانيا بإجراءات أميل لنزع الحكم الفدرالي من الإقليم مثل فض الاستفتاء بالقوة والقبض على الناخبين تحت تهديد السلاح ونزع عضوية أعضاء إقليم كتالونيا من مجلس النواب وكل إقليم ذاتي الحكم يحكم قانون حكم ذاتي تبعاً لدستور إسبانيا لسنة 1978.

### جمهورية الصين الشعبية
تطورت الصين الشعبية كفدرالية بحكم الواقع بدون قانون رسمي ينص على ذلك. وقد حدث ذلك عن طريق منح صلاحيات واسعة للأقاليم بطريقة غير رسمية، للتعامل مع القضايا الاقتصادية ولتطبيق السياسات الوطنية. وهو ما أنتج ما يسميه البعض «فدرالية بحكم الواقع وبخصائص صينية»(في إشارة إلى سياسات دنغ شياو بينغ الشيوعية بخصائص صينية) ودستورياً، تم منح صلاحيات الأقاليم ذات الإدارة الخاصة من جمهورية الصين الشعبية عن طريق قرار من مجلس نواب الشعب.

### أنتيغوا وباربودا
تحظى باربودا بنظام الحكم الذاتي في دولة أنتيغوا وبربودا.

### أستراليا وجزيرة نورفولك
ألغت الحكومة الفيدرالية الأسترالية نظام الحكم الذاتي في جزيرة نورفولك في عام 2015، حيث دُمجت قوانينها مع قوانين الحكومة الفيدرالية الأسترالية وأصبحت تابعة لها. في 1 يوليو 2016، زادت الحكومة الفيدرالية الأنظمة الفيدرالية لتشمل القوانين الفيدرالية جزيرة نورفولك وتجعلها شبه مستقلة. منذ ذلك الحين، احتجت عدة منظمات على الإجراءات التي اتخذتها الأمم المتحدة لإدراج الجزيرة في قائمة «الأقاليم غير المتمتعة بالحكم الذاتي».

### أذربيجان وناخشيفان
ناخشيفان هي جزء مستقل من دولة أذربيجان.

### فيجي وروتوما
تتمتع روتوما بمركز التبعية في فيجي.

### فنلندا وجزر أولاند
تُعتبر جزر أولاند جزءًا من فنلندا، ولكن بالمقارنة مع المناطق الأخرى، فإنها تحظى بدرجة عالية من الحكم الذاتي. مُنحت الجزر استقلالية واسعة النطاق في قانون الحكم الذاتي لأولاند في عام 1920 (آخر تنقيح عام 1991)، وجرى تأكيد الحكم الذاتي بقرار من عصبة الأمم في عام 1921. يتولى برلمان أولاند الواجبات التي تمارسها مكاتب المقاطعات التابعة للحكومة المركزية في المقاطعات الأخرى. ترسل أولاند ممثلًا واحدًا إلى البرلمان الفنلندي، وهو عضو في مجلس الشمال. تتسم المنطقة بأنها غير عسكرية، ويُعفى سكانها من التجنيد الإجباري. تصدر أولاند طوابع بريدية خاصة بها منذ عام 1984، وتدير جهاز الشرطة الخاص بها. يتحدث معظم سكان أولاند بالسويدية باعتبارها لغتهم الأولى (91.2% في عام 2007). يُعزى وضع أولاند المستقل إلى الخلافات بين السويد وإمبراطورية روسيا في عام 1809، وبين فنلندا والسويد 1917-1921.

### فرنسا وأراضيها الخارجية
تنقسم الجمهورية الفرنسية إلى 18 منطقة، تقع 13 منطقة منها في فرنسا الحضرية (إذ تُعتبر كورسيكا واحدة منها رغم أنها ليست منطقة بشكل دقيق). أما المناطق الخمس الأخرى فهي مناطق ما وراء البحار. بالإضافة إلى ذلك، تمتلك فرنسا خمس مجموعات ما وراء البحار، وإقليم ما وراء البحار واحد، وجماعة ذات طابع خاص. تُعتبر جميع هذه المناطق جزءًا لا تتجزأ من فرنسا وتخضع للقوانين الفرنسية. بينما تحظى كاليدونيا الجديدة (الجماعة ذات الطابع الخاص) وبولينيزيا الفرنسية (إحدى جماعات ما وراء البحار، بتصنيف «بلد ما وراء البحار») بقدر كبير من الحكم الذاتي. جميع هذه المناطق ممثلة في البرلمان الفرنسي، باستثناء الأراضي الفرنسية الجنوبية والقطبية غير المأهولة. تتولى فرنسا مسؤوليات الدفاع والشؤون الدبلوماسية، بينما تشارك بعض المناطق بشكل مباشر في بعض المنظمات. على سبيل الذكر، تُعتبر ريونيون عضوًا في لجنة المحيط الهندي. فضلًا عن ذلك، تخضع جزيرة كليبرتون النائية في المحيط الهادئ إلى السلطة المباشرة لوزير ما وراء البحار الفرنسي. تجدر الإشارة إلى أن أقاليم ما وراء البحار الفرنسية كانت في الماضي ممتلكات استعمارية.

### العراق وكردستان
يتمتع كل من العراق وإقليم كردستان بسيادة كاملة بحكم القانون على الشؤون الداخلية لمنطقتيهما. جرى تأييد الاتفاقية في دستور البلاد لعام 2005.

### كشمير والهند/باكستان
بعد الاستقلال عن الحكم البريطاني، أُعطيت الولايات الأميرية في الهند خلال الحقبة الاستعمارية البريطانية خيار الانضمام إلى أحد الدومينيونين الجديدين، الهند أو باكستان. كانت ولاية كشمير تحت حكم ملك هندوسي، المهراجا هاري سينغ، ولكن غالبية سكانها من المسلمين. وفقًا لكتاب «تاريخ الهند» للمؤرخ بيرتون شتاين:
«لم تكن كشمير كبيرة أو قديمة كدولة مستقلة مثل حيدر آباد؛ بل أسسها البريطانيون بعد الهزيمة الأولى للسيخ في عام 1846، لتكون مكافأة لمسؤول سابق وقف بجانب البريطانيين. كانت المملكة الهيمالاية متصلة بالهند من خلال منطقة في البنجاب، ولكن نسبة سكانها المسلمين بلغت 77 % وكانت تشترك في حدودها مع باكستان. لذلك، كان من المتوقع أن ينضم المهراجا إلى باكستان عند انتهاء السيادة البريطانية في 14-15 أغسطس. عندما تردد في القيام بذلك، شنت قبائل الباثان هجوم حرب عصابات لإقناع حاكمها بالانضمام إلى باكستان. بدلًا من ذلك، ناشد المهراجا ماونتباتن للحصول على المساعدة، ووافق الحاكم العام بشرط انضمام الحاكم إلى الهند. دخل الجنود الهنود كشمير وطردوا القوات غير النظامية المدعومة من باكستان من معظم أجزاء الولاية. ثم دُعيت الأمم المتحدة للتوسط في النزاع. وأصرت بعثة الأمم المتحدة على ضرورة معرفة رأي الكشميريين، بينما أصرت الهند على أنه لا يمكن إجراء استفتاء إلا بعد تطهير الولاية من جميع القوات غير النظامية.»
حاليًا، تنقسم المنطقة بين ثلاث دول في نزاع إقليمي: تسيطر باكستان على الجزء الشمالي الغربي (جلجيت- بالتستان وآزاد جامو وكشمير)، وتسيطر الهند على الجزء المركزي والجنوبي (جامو وكشمير) ولاداخ، وتسيطر جمهورية الصين الشعبية على الجزء الشمالي الشرقي (أكساي تشين ومنطقة ترانس كاراكورام). تسيطر الهند على الجزء الأكبر من منطقة نهر سياشين الجليدي بما في ذلك ممرات سلسلة سالتورو، بينما تسيطر باكستان على الأراضي السفلى جنوب غرب سلسلة سالتورو. تسيطر الهند على 101,338 كم² من الأراضي المتنازع عليها؛ وتسيطر باكستان على 85,846 كم²؛ وتسيطر جمهورية الصين الشعبية على الـ 37,555 كم² المتبقية.

### موريشيوس ورودريغز
في 20 نوفمبر 2001، تبنى المجلس الوطني في موريشيوس بالإجماع قانونين يمنحان جزيرة رودريغز الحكم الذاتي، ما أدى إلى إنشاء نظام حكومي لا مركزي. سمح هذا التشريع الجديد بتنفيذ جمعية إقليمية في رودريغز تتألف من 18 عضوًا ومجلس تنفيذي يرأسه مفوض رئيسي. يجتمع المجلس كل أسبوع لاتخاذ القرارات وصياغة القوانين وإدارة الميزانية. تتمثل المهمة الرئيسية للمفوض الرئيسي في إطلاع رئيس وزراء موريشيوس على إدارة شؤون الجزيرة.

### مولدوفا وغاغوزيا
في عام 1994، مُنحت غاغاوزيا، وهي منطقة تقع في الجزء الجنوبي من جمهورية مولدوفا ويسكنها شعب الغاغاوز، وهم مجموعة عرقية متميزة عن غالبية المولدوفيين، حكمًا ذاتيًا يشمل «حق تقرير المصير الخارجي». يتناقض هذا مع التقسيمات الأخرى في مولدوفا (الرايونات) التي تُعتبر مناطق إدارية على مستوى المقاطعات وتتمتع بقدر قليل من الحكم الذاتي. مع ذلك، فإن الجزء الشرقي من مولدوفا يشكل جمهورية انفصالية غير معترف بها دوليًا (ترانسنيستريا) التي تتمتع بحكم ذاتي بحكم الواقع.

### أروبا وكوراساو وسانت مارتن وهولندا
تتكون مملكة هولندا من أربع دول تتمتع بالحكم الذاتي، مرتبطة بميثاق مملكة هولندا باعتبارها أجزاء مكونة لها: هولندا، وهي دولة مستقلة تتمتع بالحكم الذاتي، وأروبا وكوراساو وسانت مارتن، وهي ثلاثة بلدان غير مستقلة تتمتع بالحكم الذاتي. شكلت أروبا وكوراساو وسانت مارتن سابقًا ما يُعرف بجزر الأنتيل الهولندية، التي كانت مستعمرة هولندية حتى عام 1954. توصلت أروبا إلى اتفاق بشأن إنهاء الاستعمار بحالة خاصة، ما يعني حالة دولة مستقلة ذات حكم ذاتي معترف بها رسميًا في الميثاق منذ عام 1986. يربط الميثاق الدول الأربعة المستقلة ذات الحكم الذاتي. لا تحظى الدول الثلاث، أروبا وكوراساو وسانت مارتن، بالسيادة ولكنها تمتلك الجنسية الهولندية وجواز السفر المشترك مع هولندا. تتمتع الدول الأربع، بما في ذلك دولة هولندا، بدساتير وحكومات وبرلمانات منفصلة، ولكن وحدها أروبا فقط تمتلك عملتها الوطنية الخاصة وبنكها المركزي الخاص.
يتكون مجلس وزراء المملكة ككل من مجلس وزراء هولندا مع ثلاثة وزراء مفوضين، تُعين كل من الدول الأخرى واحدًا منهم. يتكون المجلس التشريعي للمملكة من البرلمان الهولندي. في الواقع، يتحمل مجلس الوزراء والبرلمان الهولندي مسؤولية إدارة تبعيات أروبا وكوراساو وسانت مارتن بالإضافة إلى مسؤوليتهم عن حكومة هولندا. هناك مشاركة محدودة للسياسيين من الدول الأخرى. تشترك أروبا وكوراساو وسانت مارتن في محكمة استئناف مشتركة؛ تترأسها المحكمة العليا الهولندية.
المواطنون الهولنديون المرتبطون بهذه المناطق هم مواطنون أوروبيون؛ ومع ذلك، لا يمتلك المواطنون الهولنديون- الكاريبيون المقيمون في أروبا وكوراساو وسانت مارتن حق التصويت في الانتخابات الهولندية، ولكن يمكنهم التصويت في انتخابات البرلمان الأوروبي. تُعتبر أروبا وكوراساو وسنت مارتن دولًا وأقاليم ما وراء البحار، وتُدرج في الملحق الثاني من معاهدة الاتحاد الأوروبي، وبالتالي لا ينطبق قانون الاتحاد الأوروبي هناك.
كان من المقرر حل جزر الأنتيل الهولندية ككيان سياسي موحد في 15 ديسمبر 2008، لتحصل الجزر الخمس المكونة لها على أوضاع دستورية جديدة داخل مملكة هولندا، ولكن هذا الحل تأجل حتى 10 أكتوبر 2010. حصلت كوراساو وسانت مارتن على الحكم الذاتي باعتبارها دولًا غير مستقلة داخل المملكة، كما فعلت أروبا في عام 1986، وأصبحت الجزر الثلاث المتبقية، بونير وسانت أوستاتيوس وسابا، بلديات خاصة في هولندا.

### نيوزيلندا وجزر كوك ونيوي
جزر كوك هي عضو في منتدى جزر المحيط الهادئ وبالتالي جزء من «الاتفاقية الإطارية» التي تضم أستراليا ونيوزيلندا، المعروفة بـ «الاتفاقية الهادفة إلى تعزيز العلاقات الاقتصادية الأقرب». تنطوي هذه الاتفاقية على إنشاء منطقة تجارة حرة في المستقبل بين 14 دولة جزرية في المنتدى الأفريقي الكاريبي والهادئ والتي تُعرف باسم «اتفاقية الدول الجزرية للتجارة»، دون أستراليا ونيوزيلندا. بموجب هذ الاتفاقية، تلتزم جزر كوك بالمفاوضات بشأن اتفاقية الشراكة الاقتصادية الجديدة والمتبادلة بين دول المنتدى الأفريقي الكاريبي والهادئ والاتحاد الأوروبي، والتي كان من المقرر أن تدخل حيز التنفيذ في عام 2008. تستفيد جزر كوك أيضًا من برنامج التكامل التجاري والاقتصادي الإقليمي بموجب الصندوق الأوروبي للتنمية العاشر، الذي يوفر نحو 9 ملايين يورو تقريبًا لمساعدة المنطقة في تنفيذ الاتفاقية، والتفاوض على اتفاقيات تجارية مع الشركاء المتقدمين، وتعزيز الروابط مع منظمة التجارة العالمية ومعالجة القيود الجانبية في مسائل التوريد.
نيكاراغوا ومنطقة ساحل شمال البحر الكاريبي ذاتية الحكم ومنطقة ساحل جنوب البحر الكاريبي ذاتية الحكم
تنقسم نيكاراغوا إلى 15 مقاطعة وإقليمين يتمتعان بالحكم الذاتي: ساحل شمال البحر الكاريبي وساحل جنوب البحر الكاريبي. شكلت المنطقتان المتمتعتان بالحكم الذاتي مقاطعة زيلايا التاريخية وجزءًا من ساحل موسكيتو.

## الفدرالية والديمقراطية
الفدرالية في النظرية الفدرالية توفر نظاماً دستورياً قوياً تستند عليه التعددية الديمقراطية، وبأنها تقوم بتعزيز الديمقراطية النيابية عبر توفير مواطنة مزدوجة في مجمع جمهوري. وبالإمكان العثور على هذا التصريح الكلاسيكي في الوثيقة الفدرالية (The Federalist Paper) والتي تقول بأن الفدرالية تساهم في تجسيد مبدأ العدالة القضائية وفي الحد من الأعمال التعسفية للدولة. وذلك لأنها، أولاً: بإمكانها الحد من قدرة الدولة على انتهاك الحقوق، طالما أنها تضمن بأن البرلمان الراغب في تقييد الحريات فاقد للصلاحيات الدستورية وبأن الحكومة القادرة على ذلك فاقدة للرغبة فيه. وثانياً: أن العمليات القانونية لصنع القرار في الأنظمة الفدرالية تحد من سرعة الحكومة على التصرف.
إن مقولة أن الفدرالية تساعد على تأمين الديمقراطية وحقوق الإنسان قد تأثرت بالنظرية المعاصرة حول الاختيار الشعبي. ففي الوحدات السياسية الأصغر بإمكان الأفراد الاشتراك بشكل مباشر في حكومة عمودية وحدوية. وزيادة على ذلك فإن لدى الأفراد الساخطين من الظروف السائدة في إحدى دول الاتحاد خيار الانتقال إلى دول أخرى- وهذا طبعاً بافتراض أن الدستور يكفل حرية الانتقال بين دول الاتحاد الفدرالي. لا تزال قدرة النظام الفدرالي على حماية الحريات المدنية محل جدل، إذ غالباً ما يكون هناك خلط بين حقوق الفرد وحقوق الدولة. ففي أستراليا على سبيل المثال يعد سبب العديد من الخلافات داخل حكومة البلاد خلال العقود الأخيرة مباشرة إلى تدخل سلطات المركز لحماية حقوق الأقليات، وهو ما استدعى وضع القيود على صلاحيات الحكومات المحلية. ومن الضروري تفادي الخلط بين القيود التي تفرضها المرجعية القضائية – الصلاحية الدستورية الممنوحة للبرلمان لتجاوز البرلمان- وبين الفدرالية نفسها.
إن لدى بعض الولايات الأمريكية تاريخ غير مشرق في مجال حجب الحريات المدنية عن المجموعات العرقية وعن النساء والمجموعات الأخرى من ناحية، ومن ناحية أخرى وفرت القوانين والدساتير في بعض الولايات الأخرى حماية لمثل تلك المجموعات بتشريعات تفوقت على ما ورد في نصوص الدستور الأمريكي أو لائحة الحقوق الأمريكية التابعة له.

## الفدرالية والدستور الأمريكي
تعدّ الفدرالية إحدى الدعامات الثلاث في الدستور الأمريكي إلى جانب فصل السلطات أي التشريعية والتنفيذية والقضائية- والحريات المدنية. واضعوا الوثيقة الفدرالية يشرحون في المقالتين 45 و46 تصورهم عن نظام القيود والموازنات الذي تعمل بموجبه حكومات الولايات على المستوى الوطني للوصول بمرور الوقت إلى حالة الحكومة محدودة السلطات. الدستور الأمريكي لا يقدم شرحاً أو وصفاً محدداً للفدرالية في أي قسم من أقسامه، بل يتضمن عوضاً عن ذلك إشارات متعددة للحقوق والمسؤوليات المناطة بحكومات الولايات ومسؤوليها أمام الحكومة الفدرالية المركزية.